# Julia Alcayde Montoya
Julia Alcayde Montoya (Gijón, Astúries, 22 de maig de 1855- Madrid, 18 de febrer de 1939), va ser una pintora espanyola, considerada com una de les millors pintores espanyoles de final del fin de siècle, que va destacar per natures mortes, florers i escenes de caça, encara que també va treballar el paisatge, l'escena costumista i el retrat.
Va ser alumna de Manuel Ramírez, professor de l'Escola d'Arts i Oficis de Madrid, on va començar els seus estudis artístics.
La seva obra va ser seleccionada per ser exposada en diverses Exposicions Nacionals de Belles Arts. Algunes de les seves obres van rebre premi, com els anys 1892 i 1895, quan va obtenir la tercera medalla, mentre que al 1899 i 1912 va obtenir la segona, pels quadres titulats El puesto de mi calle (actualment al Museu Casa Natal de Jovellanos a Gijón) i Fruites (actualment al Museo del Prado), respectivament. Aquests guardons en fan l'artista asturiana que més medalles va obtenir a les Exposicions Nacionals de Belles arts. Igualment, va prendre part en l'Exposició General de Belles Arts de Madrid del 1897, amb un oli de gran format (En Torrelodones) i quatre natures mortes de dimensions més reduïdes, i en la del 1901 amb l'obra titulada Al pie de una cerca i dos estudis de cap.
L'any 1903 va intervenir en la mostra organitzada pel Círculo de Bellas Artes de Madrid i el 1906 consta entre els participants de l'Exposició General de Belles Arts de Madrid, on va presentar tres pintures (Caza y fruta, Gallos i Uvas) i una aquarel·la (Uvas). Al 1910 va prendre part en l'Exposició Nacional de Madrid amb una obra titulada Caza i al 1915 ho va fer amb l'obra Frutas y caza.
També va tenir participar en exposicions i certamens internacionals. En la cinquena edició de l'Exposició Internacional de Belles Arts de Barcelona va exposar l'obra Uvas a la sala de la Reina Regent. També va participar en les Exposicions Internacionals, com la de Chicago de 1893, la de Brussel·les de 1910, les de Buenos Aires, la de Roma de 1911 i la de Múnic de 1913. Les pintures que va presentar a les exposicions de belles arts de Berlin i Múnic l'any 1907 van obtenir un èxit important, fins al punt que alguns museus d'aquestes ciutats van adquirir algunes obres.
Els anys 1920 i 1932 va prendre part en el Salón de Otoño de Madrid, que pretenia ser una alternativa de modernitat enfront l'academicisme de les Exposicions Nacionals. Tot i així, consta que també va participar en la Exposición Nacional del 1920, amb els olis Uvas i Bodegón.
Va treballar diferents tècniques gràfiques i pictòriques (oli, aquarel·la, cera, pastel, llapis, etc.) i, tot i que va conviure amb diferents moviments d'avantguarda com el Fauvisme o l'Expressionisme, no es va deixar influir per aquests, tot i que al final de la seva trajectòria es pot apreciar una certa evolució tècnica, amb una pinzellada més sola i atrevida. Era una pintora d'un gran talent, fet que li va permetre accedir a espais ocupats generalment per homes, éssent la primera dona artista que aconseguia una primera medalla en l'exposició del Círculo de Bellas Artes de Madrid del 1903, fet que afavoriria que l'anomenessin sòcia d'honor. Abans, havia estat l'única dona seleccionada per a l'Exposició Internacional de Viena de 1894. També es va implicar en demanar la visibilització de les dones en l'esfera artística, participant l'any 1929 en el Salón de Pintura de Artistas Femeninos que es va fer al mateix Círculo de Bellas Artes de Madrid.
Algunes obres seves, probablement les més representatives, són propietat de museus com el Museu del Prado (Frutas, 1911), el Museo Casa Natal de Jovellanos (Bodegón de caza, 1897, El puesto de mi calle, 1899, Autorretrato, 1903, i Bodegón de uvas), el Museo de Bellas Artes de Asturias (Bodegón de fruta, 1897 i Ermita de San Saturio) i el Museu Nacional d'Art de Catalunya (dues natures mortes, de 1891 i 1932).